# Gornja Rijeka
 Gornja Rijeka  (régi magyar neve Reka) falu  és község Horvátországban, Kapronca-Kőrös megyében. Közigazgatásilag Barlabaševec, Deklešanec, Donja Rijeka, Dropkovec, Fajerovec, Fodrovec Riječki, Kolarec, Kostanjevec Riječki, Lukačevec, Nemčevec, Pofuki, Štrigovec és Vukšinec Riječki tartozik hozzá.

## Fekvése
Kőröstől 15 km-re északnyugatra a Kemléki-hegység déli lejtőin fekszik. A falu területe a Reka-pataktól a kastélyig, mintegy kettő és fél kilométer hosszan húzódik.

## Története
Gornja Rijeka, régi nevén Reka első írásos említése 1248-ban történt Miklós és Ábrahám nemesek birtokaként, a kiskemléki uradalom részeként. Nevét a Reka-patakról  kapta, mely Reka ősi vára alatt tör elő a Kemléki-hegységből és Miholecnél ömlik a Črnec-patakba. Története során hol Varasd, hol Körös vármegyéhez tartozott. Jobbágyai, több környező településsel együtt a tatárjárás után IV. Bélától nemességet kaptak, mivel Kemlék várát megvédték a tatároktól. Erről a község népe mai is megemlékezik azon a napon, melyet a "nemesség napjának" (dani plemstva) neveznek. Lakói nemességükre mindig büszkék voltak és az egész kemléki térség, hasonlóan a Túrmezőhöz (Turopolje), Zelinához, Jaskához (Jastrebarsko) és Draganicshoz (Draganić) egy ősi, nemesi önigazgatási körzet volt. A kiváltságok mintegy húsz falut érintettek és az összes földesúri adótól mentesek voltak. Így mentesek voltak a robottól, nem kellett sem kilencedet, sem egyházi  tizedet fizetniük. Ez sok viszontagságtól megvédte őket.
A mai Erdődy-Rubido-kastély helyén már korábban is nemesi udvarház állt, melynek helyén 1650 és 1663 között ifjabb Orehóczy László felépíttette a mai álló várkastélyt. A család, mely 1599-óta volt az uradalom birtokosa Kiskemlék várából ide költözött át és ekkor tették át ide az egykori kiskemléki uradalom székhelyét, mely ettől kezdve a gornjarijekai uradalom nevet viselte. A kastély és uradalma 1730-ig volt a család tulajdonában, amikor házasság útján, előbb a Keglevich, majd 1763-ban a Chamare grófi család tulajdona lett. 1818-ban az Erdődy család szerezte meg, majd Erdődy Szidónia grófnő házasságával a Rubido család birtoka lett. A család a horvát nemzeti megújhodás nagy harcosa volt és a kastély ekkor élte fénykorát. A hagyomány szerint grófnő itt, a kastély északi tornyában énekelte el először a horvát nemzeti himnuszt. Erdődy Szidónia 1884-ben bekövetkezett halála után a birtokot fia, gróf Rubido-Zichy Radoszláv örökölte meg, aki a birtokot 1898-ban sógorának, Micewski Zsigmondnak adta el. Ő 1906-ban újra eladta és több tulajdonos kezére került, akik a birtokot 1907 és 1912 között felparcellázták, majd a helyi parasztoknak adták el. A kastély maga a Grünwald-Gorjan család tulajdona lett. Ők még a II. világháború előtt a Antun Turk helyi birtokosnak adták el. A háború alatt a kastélyban zsidó gyűjtőtábor működött, majd boszniai árva gyermekek otthona, később 1984-ig alapiskola lett. Azóta állapota egyre romlik.
A falunak 1857-ben 290, 1910-ben 594 lakosa volt. A  trianoni békeszerződésig Belovár-Kőrös vármegye Körösi járásához tartozott. 2001-ben a községnek 2035, a falunak magának 383 lakosa volt.

## Nevezetességei
- Az Erdődy-Rubido-kastély[2] elődje egy emeletes, négyszög alakú udvarház volt, melyet 1650-ben Reka néven említenek. Ennek a helyén építtette fel Orehóczy László 1650 és 1663 között a mai kastély elődjét. Az eredeti  épület egy egyszintes, téglalap alakú kúria volt. 1731-ben négy saroktornyos castellumként említik. A 18. század végén valószínűleg  1791 és 1806 között Chamaré János gróf idejében két tornyát lebontották és az épületet nyugat felé toldották meg miközben emeletet húztak rá. Így jött létre a mai háromszárnyú U alakú épület, melynek homlokzata kelet felé néz. A belső udvart nyugatról fal zárja le, melyen kaput nyitottak. A 19. században részben átalakították, a keleti és a  főhomlokzat ekkor kapta historizáló formáját. Sajnos berendezése nem maradt fenn. A déli szárnyhoz még a 19. század elején Harbuval-Chamaré Amália grófnő építtette a Nepomuki Szent János kápolnát, melyet 1866-ban sekrestyével toldottak meg, ekkor készült orgonája is. Harangját 1928-ban a plébániatemplomból hozták át. A kápolna 1946-ban megsemmisült, rokokó oltárát ekkor a plébániatemplomba vitték át. A kastély körül 1860 körül parkot alakítottak ki, melyből mára csak a bejárat előtti rövid fasor maradt meg. A II. világháború idején, a kastélyban zsidótábort rendeztek be, majd később a boszniai Kozara hegység környéki gyermekek elhelyezésérére szolgált. A háború után 1984-ig alapiskola működött benne. 1995-ben megpróbálták szállodává és étteremmé átalakítani, de munkálatok feltehetően pénzhiány miatt leálltak. A kastély az utóbbi időkben üresen és elhagyatottan áll.
- A Nagyboldogasszony tiszteletére szentelt plébániatemplom[3] elődjét már az 1240-es években, majd 1318-ban is említik. 1334-ben Ivan zágrábi főesperes a zágrábi káptalan helyzetéről írott oklevelében plébániatemplomként említi. A templom legrégibb része a 15.–16. századból származó gótikus harangtorony. Ebben az időszakban a belső teret famennyezet fedte, melyet később boltozatra cseréltek. A 18. század elején a templomot átépítették, ekkor nyitották a nagyobb ablakokat és kórust építettek. 1892-ben az épület radikális átépítésen esett át. Az épületet kívülről és belülről is megerősítették, a kéthajós templomhoz új hajót építettek, a déli hajóból az új főhajóban építették fel az új szentélyt. A szentély és a kereszthajó kivételével az egész templomot újrafedték. A főoltár is ekkor készült, Szent Péter és Pál apostolok 1754-ben készített szobraival. A bal oldali Szent Fábián és Sebestyén mellékoltár 1735-ből való. A hajóban található az egykori kastélykápolna rokokó oltára. A templomban fennmaradt egy 17. századi Fájdalmas Szűzanya szobor és egy 1777-ben készült Szent Borbála szobor is. A neogótikus szószék a 19. század végén készült. A belső festés Petar Orlić munkája.
- A Xavéri Szent Ferenc tiszteletére szentelt templom a közeli Dropkovecen 1771-ben egy régi fakápolna helyén épült, melyet 1704-ben az egyházlátogatáskor említenek először. A templom rendhagyó alaprajzú, középen kupolával fedett. A hajó lekerekített apszisban végződik. A szentélyhez északról négyszögletes sekrestye kapcsolódik. 1832-ben zömök harangtornyot építettek hozzá. Később a zsindelyfedést bádoggal cserélték fel. A főoltár 1740-ben, a mellékoltárok, az Aprószentek és Szent Valentin a 18. századból Altenbach alkotásai. Orgonája 1833-ban Jeremić műhelyében készült.

## Híres emberek
A kastélyban élt haláláig Erdődy-Rubido Szidónia grófnő (1819–1884) a horvát nemzeti felvilágosodás egyik élharcosa, az első horvát operaprimadonna. Első koncertjét 1835-ben, Zágrábban tartotta, ahol többek között elénekelte Ferdo Livadić által komponált "Horvátország még nem pusztult el" (Još Hrvatska ni propala) indulót is. Ő játszotta el 1846. március 28-án a Vatroslav Lisinski által komponált első horvát opera, az "Ármány és szerelem" (Ljubav i zloba) főszerepét. A hagyomány szerint kastélyának északi tornyában szerint ő énekelte először a horvát nemzeti himnuszt.